# وليام جيه كامبل
وليام جيه كامبل (بالإنجليزية: William J. Campbell) (و. 1850 – 1896 م) هو سياسي، محام أمريكي.

## التعليم
تعلم في جامعة بنسلفانيا.